# Martina Grimaldi
Martina Grimaldi (n. 28 septembrie 1988, Bologna, Italia) este o înotătoare italiană, medaliată olimpică. A participat la 2 ediții ale Jocurilor Olimpice (2008, 2012) în care a câștigat o medalie de bronz.